# Jacek Szwedo
Jacek Marek Szwedo (ur. 1966) – polski entomolog, doktor habilitowany nauk biologicznych.

## Życiorys
W 1990 r. ukończył studia biologii środowiskowej na Uniwersytecie Śląskim, w 1997 r. obronił pracę doktorską pt. Zgrupowanie piewików (Homoptera, Auchenorrhyncha) fitocenoz w wyrobiskach po eksploatacji piasku w rejonie Jaworzna-Szczakowej i Bukowna, której promotorem był prof. Aleksander Herczek, w 2013 r. habilitował się na podstawie pracy zatytułowanej Systematyka i ewolucja kopalnych piewików z nadrodziny Fulgoroidea (Hemiptera: Fulgoromorpha).
Został zatrudniony w Muzeum i Instytucie Zoologii PAN, na Uniwersytecie Śląskim w Katowicach, oraz na Uniwersytecie Gdańskim.
Należy do Rady Dyscypliny Naukowej - Nauk Biologicznych UG, oraz jest prezesem Polskiego Towarzystwa Taksonomicznego.
Był członkiem zarządu Polskiego Towarzystwa Taksonomicznego i Śląskiego Towarzystwa Entomologicznego.